# Muna Wassef

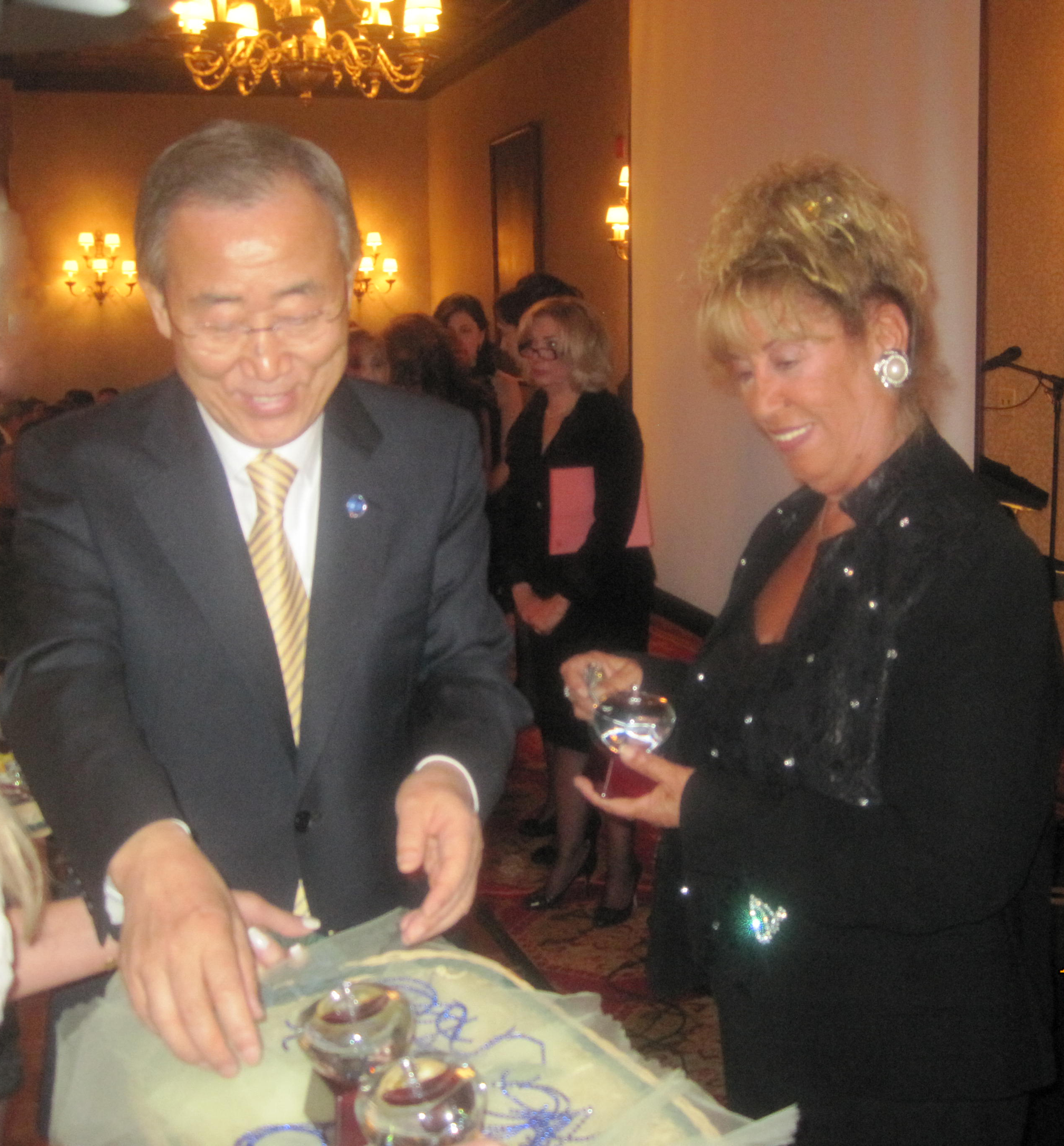
Muna e Ban Ki Moon

Muna Wassef (ASA-LC: Mona Wassef, Mouna Wasef) (em árabe: منى واصف árabe, منى واصف)‎; (1 de fevereiro de 1942) é uma actriz de teatro, cinema e televisão síria. Nasceu como Muna Mustafa Wassef Jelmran. Tem sido embaixadora nas  Nações Unidas. Wassef é um ícone no Mundo  e no Médio Oriente.

## Biografia
Muna é aborígene de Damasco, de um pai sírio curdo, e de uma mãe cristã síria.
Quando tinha 15 anos, trabalhou como vendedora de algodão de açúcar (Ghazl Al Banat) nas ruas de Damasco. A seus 16 anos, trabalhou como vendedora de roupa feminina para um dos desenhadores de moda mais famosos de Síria nesse momento, e quando cumpriu 17, já estava a trabalhar como modelo de moda para o mesmo desenhador; ao mesmo tempo se converteu numa popular bailarina folclórica no grupo Omaya.

### Educação
Ainda que não terminou a escola média, se educou e aprendeu a apresentar a maioria de seus trabalhos em árabe regular moderno. Estudou obras mestres da literatura mundial, Quranic Tajwid e Tartil, e recitava poesia.
Viajou a Alemanha Oriental em 1973, onde frequentou cursos de actuação no teatro Brecht. Trabalhar no Teatro Militar Sírio permitiu-lhe desenvolver ainda mais suas habilidades interpretativas.

### Primeiros anos de carreira
Em 1960, Wassef submeteu-se a um concurso onde se elegeram actrizes para o Teatro Militar, que era parte do Ministério de Defesa da Síria. Ela trabalhou e aprendeu ali durante aproximadamente dois anos. Em 1963, casou-se com o General de exército Muhammad Shahin, que também era director de cinema.
Ela trabalhou no simpósio de Arte e Pensamento que foi patrocinado pelo Dr. Rafeq Ao Sabagh na apresentação de Shakespeare O Mercador de Veneza  em 1963.
Em 1964 uniu-se ao Grupo de Arte Dramática e protagonizou produções teatrais do Teatro Nacional: produções como "Dom Juan" de Molière. Isto marcou o começo de uma etapa importantíssima em sua carreira.

### Carreira teatral
Em teatro, tem protagonizado mais de 25 obras teatrais árabes e internacionais. Sua primeira jogada foi  Al Etr Al Akhdar wics. Após isso, realizou várias obras de teatro no Teatro Militar dentro das unidades militares, incluindo:
- El Mercador de Veneza
- Al Khajool Fé Al Kasr
- Al Aamaqby (Makseem Agorky)
- Don Juan
- Mawta Bela Goubour
- Tartouf
- Al Zeer Salem
- Al Madnasa
- Hekayat Hob
- Al Massa Al Mutafaela
- Oedipus
- Al Mufatish Al Am
- Haram Mali Al Wazeer

### Carreira em cinema

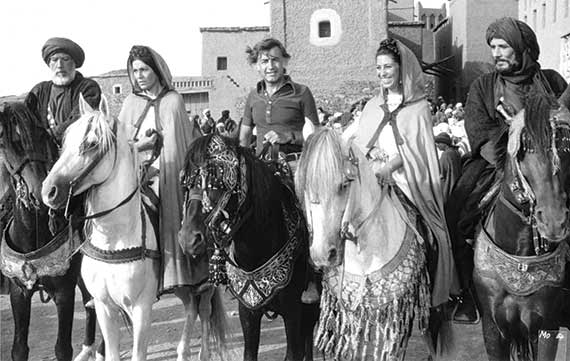
Muna (segunda desde a direita.) com integrantes do filme Al Resala (A Mensagem)

Em cinema, Muna realizou mais de 30 filmes, que incluem:
- Another Face of Love (1973)
- al-Yazirli (1974)
- A Aventura (1974)
- A Direcção Oposta (1975)
- The Message  (1976)
- O vermelho, o branco e o negro (1976)
- Os heróis nascem duas vezes (1977)
- Relíquias de fotos (1979)
- Fragmentos - UM RESTO DE IMAGENS  (1980)
- O sol num dia nublado (1986)[6]
- Something is Burning (1993)
- The Sea (1994)
- Al Sadeqan
- Al Les Al Zareef
- Maqlab Men Al Makseek
- Emrah Taskn Whdaha
- Zekra Laylit Hob
- Al Ahmar Wa Al Abyad wa Al Aswad
- Al Etejah al Moakes
- Al Taleb
- Al Bazerki
- Baqaya Swar
- Al Shams Fe Yawm Ghaem
- Ah Ya Bahr
- Shaya Ma Yahtareq
- The Shadows of Silence (2007)
- Menahi (2008)[7]

### Carreira em televisão
A cada ano, Muna protagoniza ao menos dois ou três séries de televisão. Assim, tem feito mais de 200 séries.

### Carreira em rádio
Tem apresentado alguns trabalhos, em rádio como:
- Demashq Ya Nasmat Hozn.
- Rohy Hayati.
- Jazerat Al Marah.
- Muna e seu programa de contos, transmitido semanalmente.